# Arroyo Chapicuy Grande
El arroyo Chapicuy Grande  es un curso de agua uruguayo, ubicado en el departamento de Paysandú, perteneciente a la cuenca hidrográfica del río Uruguay. 
Nace cerca de la cuchilla de Haedo y discurre con rumbo oeste hasta desembocar en el río Uruguay 86 km al norte de la ciudad de Paysandú y 32 km al sur de la ciudad de Salto, 5 km al sur del sitio Meseta de Artigas.
Su principal afluente es el arroyo Carpinchuri.
Su cruce fue una de las jornadas en la emigración del pueblo de la Banda Oriental en 1811. El cruce se registró el 4 de diciembre de 1811, recién el 7 de diciembre cruzaron el río Daymán.